# Мил Нек (Њујорк)
Мил Нек (енгл. Mill Neck) град је у америчкој савезној држави Њујорк.

## Демографија
По попису из 2010. године број становника је 997, што је 172 (20,8%) становника више него 2000. године.
| Група             | 2000.       | 2010.       |
| Белци             | 730 (88,5%) | 849 (85,2%) |
| Афроамериканци    | 2 (0,2%)    | 12 (1,2%)   |
| Азијати           | 39 (4,7%)   | 62 (6,2%)   |
| Хиспаноамериканци | 46 (5,6%)   | 57 (5,7%)   |
| Укупно            | 825         | 997         |